# Szelszele megye

Loresztán tartomány megyéinek elhelyezkedése

Szelszele megye (perzsául: شهرستان سلسله) Irán Loresztán tartománynak egyik északi megyéje az ország nyugati részén. Északon Delfán megye, északkeleten Borudzserd megye, délkeleten Horramábád megye, délen és nyugaton Csegeni megye határolják. Székhelye a 30 000 fős Alestar városa. Második legnagyobb városa a 2800 fős Firuzábád. A megye lakossága 73 154 fő. A megye két további kerületre oszlik: Központi kerület  és Firuzábád kerület.

## Fordítás
- Ez a szócikk részben vagy egészben  a   Selseleh County című angol Wikipédia-szócikk ezen változatának fordításán alapul.  Az eredeti cikk szerkesztőit annak laptörténete sorolja fel. Ez a jelzés csupán a megfogalmazás eredetét és a szerzői jogokat jelzi, nem szolgál a cikkben szereplő információk forrásmegjelöléseként.